# Tegenaria agrestis
Tegenaria agrestis este o specie de păianjeni araneomorfi din familia Agelenidae. Dimensiunea corpului femelei nu depășește 16 mm, masculul 13 mm lungime. Sternului al acestei specii se deosebește de alte Tegenaria print-o bandă mediană largă, care se îngustează brusc de la sfârșitul posterior al prosomei. Coloritul corpul este format din mai multe nuanțe de maro. Regiunea cefalică a prosomei proeminează puternic.
Veninul specie este de tip necrotic și provoca necroza țesuturilor afectate.
Tegenaria agrestis este răspândit în Europa și Asia Mijlocie, a fost introdusă accidental în America de Nord.